# Bataille de Red Bank
Pour les articles homonymes, voir Red Bank.
Guerre d'indépendance des États-Unis
Batailles
- Bound Brook
- Short Hills
- Staten Island
- Cooch's Bridge
- Brandywine
- Clouds
- Paoli
- Germantown
- Red Bank
- Gloucester
- White Marsh
- Matson's Ford
- Valley Forge
- Quinton's Bridge
- Crooked Billet
- Barren Hill
- Monmouth

La bataille de Red Bank se déroula le 22 octobre 1777 pendant la guerre d'indépendance des États-Unis lors de laquelle une force de Hesse a été envoyée pour prendre Fort Mercer sur la rive gauche du fleuve Delaware au sud de Philadelphie, mais a été décisivement défaite par une force américaine pourtant en infériorité numérique. Bien que les Britanniques parviennent à prendre Fort Mercer un mois plus tard, la victoire a augmenté le moral des Américains et a retardé les plans britanniques visant à consolider leurs gains à Philadelphie, soulageant la pression subie par l'armée du Général Washington au nord de la ville.

## La Bataille
Le général Howe envoie les troupes hessoises du général Donop prendre le fort avec 2000 mercenaires.
Le 22 octobre, Donop encercle le fort et demande au colonel Christopher Greene de se rendre en menaçant de l'envahir et de ne pas faire de quartier. Greene, en position de force avec 400 habitants de Rhode Island et en possession de canons, de mitraille et de poudre en abondance, rejette la demande. Donop dirigea 1 200 Hessois dans trois attaques contre le fort, qui furent toutes repoussées, faisant près de 400 victimes parmi les Hessois, dont Donop lui-même.